# 泰藏莱贝济耶
泰藏莱贝济耶（法語：Thézan-lès-Béziers，法語發音：[tezɑ̃ lɛ bezje]，意为“贝济耶附近的泰藏”）是法国埃罗省的一个市镇，属于贝济耶区。

## 地理
泰藏莱贝济耶（43°25'18"N, 3°10'11"E）面积13.65 平方千米，位于法国奧克西塔尼大區埃罗省，该省份为法国南部沿海省份，南濒地中海，西南接奥德省，西北接塔恩省和阿韦龙省，东北与加尔省接壤。
与泰藏莱贝济耶接壤的市镇（或旧市镇、城区）包括：卡祖勒莱贝济耶、科尔内扬、奥尔布河畔利尼昂、马罗桑、米尔维耶勒-莱贝济耶、帕耶斯。

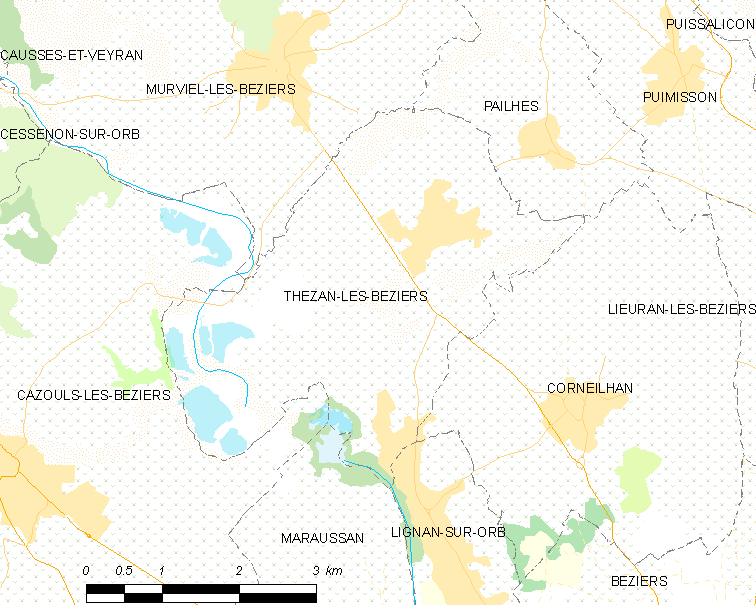
泰藏莱贝济耶的OSM定位图

泰藏莱贝济耶的时区为UTC+01:00、UTC+02:00（夏令时）。

## 行政
泰藏莱贝济耶的邮政编码为34490，INSEE市镇编码为34310。

## 政治
泰藏莱贝济耶所属的省级选区为卡祖勒莱贝济耶县。

## 人口

1962-2008年间泰藏莱贝济耶人口变化图示

泰藏莱贝济耶于2022年1月1日时的人口数量为3070人。